# Eimsbütteler TV (Handball)
Der Eimsbütteler Turnverband (ETV) ist ein Sportverein in Hamburg, der überregional auch durch die Erfolge seiner Frauenhandballmannschaft bekannt wurde. Der Eimsbütteler TV ist mit zehn deutschen Meisterschaften nach dem HC Leipzig (21 nationale Titel, inklusive 15 in der DDR), Fortschritt Weißenfels (15), dem 1. FC Nürnberg (13) und Bayer Leverkusen (12) der fünfterfolgreichste deutsche Frauenhandball-Verein.

## Der Verein
- siehe hierzu: Hauptartikel zum Gesamtverein

## Die Handballerinnen des ETV
Erstmals auf sich aufmerksam machten die ETV-Handballerinnen schon vor dem Zweiten Weltkrieg, als sie sich zwischen 1934 und 1937 drei Meistertitel auf dem Großfeld sicherten. Auch nach 1945 blieb das Großfeldhandball eine Eimsbütteler Stärke, was die Titelgewinne vier bis sechs in den Jahren 1956, 1966 und 1967 deutlich unterstreichen.
Aber auch beim Hallenhandball zählten die Hamburgerinnen sofort zur nationalen Elite. Bereits 1952 wurde die Mannschaft Hamburger Hallenhandballmeister. 1958 wurde erstmals die deutsche Meisterschaft im Hallenhandball der Frauen ausgetragen. Die Meister der Regionalverbände Süd, West, Nord und Berlin sowie zwei Vertreter des veranstaltenden Regionalverbands Südwest hatten sich für die Endrunde am 15. und 16. März 1958 in der Wintersporthalle in Frankfurt am Main qualifiziert. Und am Ende hatte der Eimsbütteler TV die Nase vorne. Die Ergebnisse (bei einer Spielzeit von 2 × 15 Minuten) sprechen eine deutliche Sprache: ETV – SV Phönix Ludwigshafen 10:1, ETV – SSC Südwest 1947 7:1; Halbfinale: ETV – Post SV München 3:1; Finale: ETV – Düsseldorfer SV 04 6:0. Und die "Frankfurter Rundschau" geriet in ihrer Montagsausgabe unter der Überschrift "Eimsbüttels Mädchen waren Klasse" ins Schwärmen: "An der Favoritenrolle der schlanken Hamburgerinnen gab es schon in den Gruppenspielen am Samstag keinen Zweifel ... Im Spiel gegen Phoenix erschienen die Asse Christa I (Warns) und Christa II (Zacher) erst nach einer Viertelstunde, als der zweite Sturm sich mehrfach festlief. Sie machten dann kurzen Prozess. Eine Christa Warns gab es nur einmal in diesem Turnier ... Mit sechs Treffern wurde sie auch Torschützenkönigin des Samstags. Gegen Berlin jagte sie dreimal innerhalb einer Minute den Ball ins Netz." oder: "... Christa Warns, die dunkle schlanke Nationalspielerin, deren Torwürfe eine Augenweide waren. Wie Rastelli jonglierte sie mit dem Ball, kraftvoll, im Hechtsprung schnellte sie dann durch die Luft und dann hatte es geklingelt ..."
Ein Jahr später wiederholten die Hamburgerinnen ihren Erfolg des Vorjahres. Das Endspiel gegen Post SV München am 1. März 1959 in Hamburg sahen 1.000 Zuschauer. Schon in der ersten Halbzeit ging der ETV mit 3:0 in Führung, am Ende hieß es 3:1. Die Ergebnisse: ETV – Post SV München 2:2, ETV – TV Vorwärts Frankfurt 6:1; Halbfinale: ETV – RSV Mülheim 5:2; Finale: ETV – Post SV München 3:1.
Den Titel-Hattrick der ETV-Handballerinnen verhinderte 1960 der 1. FC Nürnberg, als im Halbfinale Nationalspielerin Lydia Bauer in der Schlusssekunde den entscheidenden Siebenmeter zum knappen 3:2-Sieg verwandelte. Nach dem abschließenden 1:2 gegen den SC Greven 09 blieb dem ETV der 4. Platz. 1961 – auch dank zwei verworfener Siebenmeter – wieder ein 2:3 im Halbfinale, dieses Mal gegen den Südwestmeister TV Vorwärts Frankfurt. Da das Platzierungsspiel gegen den SSC Südwest 1947 mit 7:2 gewonnen wurde, reiste man mit einem dritten Platz im Gepäck vom nordbadischen Ketsch zurück in den Norden. Im Halbfinale 1962 in Berlin erlebte der ETV ein Waterloo, denn gegen den krassen Außenseiter SSC Südwest 1947 lag man beim Seitenwechsel bereits mit 0:4 in Rückstand, am Ende stand eine 2:6-Niederlage.
Am 11. März 1963 dann in Frankfurt am Main der dritte Titelgewinn in der Halle (und neunte insgesamt). Nach einem 4:1 im Halbfinale gegen den TV Vorwärts Frankfurt lieferten sich die ETV-lerinnen im Endspiel mit Bayer Leverkusen einen heißen Kampf. Zur Pause führte Leverkusen mit 2:1, am Ende der regulären Spielzeit hieß es 4:4, und nach Beendigung der Verlängerung hatten die Hamburgerinnen mit 7:4 die Nase vorne.
1965 war zunächst eine Modusänderung angesagt. Der deutsche Meister wurde nun nicht mehr – bei verkürzter Spielzeit – an einem Wochenende ermittelt. Zunächst wurde ein Vorrundenspiel ausgetragen, dessen Sieger in das Halbfinale einzog. Die Gewinner der Halbfinals bestritten das Finale. Dabei wurde das Heimrecht – wie im Pokal – ausgelost. Am 21. März 1965 fand in Hamburg vor 1.500 Zuschauern das Finale statt. Und da revanchierte sich Bayer Leverkusen für die Vorjahresniederlage. Drei Mal hatte der ETV einen Rückstand wettmachen können und beim 4:3 zur Pause schien noch alles offen, doch am Ende behielten die Westdeutschen mit 7:3 doch recht klar die Oberhand. 1966 kam es bereits im Halbfinale zum Aufeinandertreffen Leverkusen gegen Eimsbüttel. Und wieder gewann Bayer, dieses Mal mit 8:5. Auf dem Feld konnte der ETV hingegen erneut den Titel gewinnen.
1967 hatten die Eimsbüttelerinnen zunächst leichtes Spiel: 14:2 im Vorrundenspiel gegen TV Vorwärts Frankfurt. Im Halbfinale ging’s zum Südmeister 1. FC Nürnberg. Mit einem hauchdünnen 7:6 qualifizierte man sich für das Finale im heimischen Hamburg. Im Endspiel gegen Bayer Leverkusen führte der ETV bei Halbzeit bereits mit 5:2, und am Ende war mit 12:5 der vierte Hallentitel (und zehnte insgesamt) unter Dach und Fach.

## Eine Ära geht zu Ende
Nach dem letzten Titelgewinn gegen Bayer Leverkusen war die große Zeit des Eimsbütteler TV vorbei. Die Endrunde um die deutsche Meisterschaft 1968 wurde erstmals ohne den ETV ausgetragen, der den Nord-Titel an den SC Union 03 Hamburg abtreten musste. Und der sorgte mit einem 11:8-Erfolg über den 1. FC Nürnberg wenigstens dafür, dass die Meisterschale in Hamburg blieb. Auch bei den Spielen um die Nordmeisterschaft hatten in den Folgejahren andere die Nase vorne: 1969 Union Hamburg, 1970 und 1971 Holstein Kiel, 1972 Union Hamburg, 1973 die Hamburger Turnerschaft von 1816, 1974 Holstein Kiel sowie 1975 der SV Rot-Weiß Kiebitzreihe. Und als in der Saison 1975/76 die zweigleisige Bundesliga eingeführt wurde, hießen die Nord-Vertreter SV Rot-Weiß Kiebitzreihe, Holstein Kiel, Polizei SV Osnabrück und SC Germania List.

## Comeback in den 1990er Jahren
Exakt 22 Jahre nach dem letzten Titelgewinn meldete sich der Eimsbütteler TV zurück: 1989 stieg der ETV in die Regionalliga Nord auf und behauptete sich dort – ab 1992 in der neuen Regionalliga Nordost – neun Jahre lang. Zwar reichte es nie zu einer absoluten Spitzenplatzierung, aber auch die Abstiegszone ließ man immer deutlich hinter sich. Im Jahr 1998 dann erfolgte der Rückzug aus der dritten Liga.

### Saisonbilanzen von 1989–1998
| Saison  | Spielklasse              | Platz | Sp. | Tore    | Diff. | Punkte |
| ------- | ------------------------ | ----- | --- | ------- | ----- | ------ |
| 1989/90 | Regionalliga Nord        | 8     | 22  | 343:370 | −27   | 17:27  |
| 1990/91 | Regionalliga Nord        | 4     | 22  | 375:399 | −24   | 24:20  |
| 1991/92 | RL Nord, Staffel Nord    | 6     | 18  | 327:308 | 19    | 20:16  |
| 1992/93 | RL Nordost, Staffel Nord | 10    | 22  | 474:484 | −10   | 20:32  |
| 1993/94 | RL Nordost, Staffel Nord | 8     | 26  | 450:455 | −5    | 24:28  |
| 1994/95 | RL Nordost, Staffel Nord | 7     | 24  | 440:439 | 1     | 24:24  |
| 1995/96 | RL Nordost, Staffel Nord | 6     | 22  | 401:387 | 14    | 22:22  |
| 1996/97 | RL Nordost, Staffel Nord | 7     | 18  | 357:331 | 26    | 14:22  |
| 1997/98 | Regionalliga Nordost     | 7     | 20  | 424:401 | 23    | 17:23  |

## Die Handballerinnen des ETV heute
Während andere Traditionsvereine wie der TV Lützellinden oder TuS Walle Bremen längst von der Bildfläche verschwunden sind, und auch, wenn es seit vier Jahrzehnten nicht zur nationalen Spitze reicht, ist beim fünfterfolgreichsten deutschen Frauenhandball-Verein das Feuer längst noch nicht erloschen. Die 1. Damenmannschaft tritt seit der Saison 2010/11 in der (fünftklassigen) Hamburg-Liga an. In der Saison 2011/2012 erreichten die Damen den Titel des "Hamburger Vizemeisters". Außerdem stellt die ETV-Handballabteilung mehrere Jugendmannschaften und eine gemischte Mini-Truppe, dazu einige Herrenmannschaften.

## Größte Erfolge
- Deutscher Meister (Halle) 1958, 1959, 1963, 1967
- Deutscher Meister (Großfeld) 1934, 1935, 1937, 1956, 1966, 1967